# (6559) Nomura
(6559) Nomura ist ein Asteroid des Hauptgürtels. Er wurde am 6. Mai 1991 durch Kōyō Kawanishi und Matsuo Sugano am Minami-Oda-Observatorium (IAU-Code 374) entdeckt.
Benannt ist er nach dem japanischen Astronomen Toshirō Nomura (* 1954), der Geowissenschaft an der Nada High School in Kōbe lehrt und seit 1992 mehrmals zusammen mit Kollegen den Ort des Tunguska-Ereignis besuchte, um nach Meteoriten zu suchen.